# Сытинский тупик
Сы́тинский тупи́к — небольшая улица в центре Москвы на Пресне от Сытинского переулка.

## Происхождение названия
Назван в начале XX века по Сытинскому переулку, к которому примыкает, названному так по фамилии домовладельца, капрала Измайловского полка П. Н. Сытина. В 1741 году назывался просто Тупой переулок, со второй половины XIX века — Бронный тупик, по прилежащим улицам. Первоначально проходил до ныне упразднённого Палашевского рынка. Были планы его продления до Богословского переулка, предполагалось переименовать его в Малый Сытинский переулок, но планы не были реализованы.

## Описание
Сытинский тупик начинается в городской застройке недалеко от Богословского переулка, проходит на северо-восток параллельно Большому Палашёвскому и выходит на Сытинский переулок напротив Малого Палашёвского.

## Здания и сооружения
По нечётной стороне:
- № 3A — жилой дом;

По чётной стороне:
- № 10/5, стр. 4 — доходный дом (1903, архитектор А. Н. Соколов)